# Museum Buurtspoorweg
Le "Muséum Buurtspoorweg - MBS" est un musée vivant du chemin de fer dont l'origine remonte à 1948. Depuis 1989, l'association gestionnaire, créée en 1967, est concessionnaire et exploitante d'un chemin de fer touristique et historique entre les gares de Haaksbergen et de Boekelo. La collection de matériel ferroviaire est présentée aux deux gares terminus de la ligne ou circule le matériel remis en état. L'accès principal du site est situé à Haaksbergen dans la Province d'Overijssel au Pays-Bas.

## Historique
Après que l'Ahaus-Enscheder Eisenbahn, prédécesseur de l'Ahaus Alstätter Eisenbahn (AAE) toujours existante, ait cessé les services de passagers entre Ahaus et Alstätte (Allemagne) en septembre 1966, le Comité des Amis du Musée du Tram a acquis le dernier autorail de l'AEE. Ce CvTM a été fondé en 1964 et avait son dépôt sur le site de l'ancienne usine à gaz d'Enschede. L'usine à gaz était reliée à la station Enschede Zuid. Au départ, des tramways électriques ont également été acquis ou mis à l'abri, mais à partir de 1971, l'accent a été mis sur les équipements ferroviaires locaux. Au cours des années suivantes, de nombreux équipements ont été acquis (et partiellement cédés). La première journée portes ouvertes a eu lieu le 10 mai 1969, au cours de laquelle des voyages ont été effectués sur la route Enschede-Zuid – Broekheurne Grens.
Lorsque la ligne vers Broekheurne a été démantelée par les chemins de fer néerlandais en 1970, les activités du MBS ont été transférées sur la ligne ferroviaire Enschede Noord - Boekelo - Haaksbergen, qui faisait partie de l'ancien réseau ferroviaire GOLS . Des voyages réguliers ont été effectués à partir d'août 1971. Le Rijksweg 35, construit en 1975, traversait la ligne ferroviaire entre Boekelo et Enschede, de sorte que la ligne ferroviaire MBS a été séparée du réseau ferroviaire national en 1974, ne laissant que le tronçon Boekelo - Haaksbergen. Dans les années qui ont suivi, de nombreux projets ont été réalisés, tels que la construction d'une plaque tournante (de Goor), d'un dépôt de maintenance, d'un hangar à locomotives, d'un passage à niveau à l'arrêt Zoutindustrie, d'un passage à niveau à Boekelo, de la construction d'une colonne d'eau à Haaksbergen et de la construction d'une voie de garage au hameau Stepelo. Tout cela a fait passer le MBS d'un train avec une locomotive à vapeur à un musée ferroviaire complet. Dans les années 90, divers plans pour la reconstruction de la ligne de chemin de fer entre Boekelo et Hengelo ont déjà été élaborés.
En 2007, la fondation existait depuis 40 ans. Pendant la fête de la Pentecôte, beaucoup a été fait et, entre autres, une réplique d'une ancienne locomotive à vapeur anglaise a été apportée à Haaksbergen. Le MBS a élaboré un plan directeur en 2008. En septembre 2008, les plans d'expansion ont été présentés concrètement par le président du MBS. Une partie de cela était la reconstruction de la ligne de chemin de fer de Boekelo à travers Twekkelo jusqu'à Hengelo. Pour servir exclusivement d'installation touristique, la construction et l'exploitation de la ligne de chemin de fer se sont avérées irréalisables. En janvier 2014, ces plans ont finalement été abandonnés. La NS a cédé la voie Akzo (une partie de cette ligne) et AkzoNobel n'a pas voulu la reprendre, après quoi elle a été démantelée. En 2009, une étape importante dans l'histoire du MBS a été franchie. Lors de la fête de la Pentecôte, la remise en service de la locomotive 2, pour la première fois depuis sa fondation, a permis à cinq de ses propres locomotives à vapeur de fonctionner. Le MBS compte désormais cinq locomotives à vapeur opérationnelles et sept locomotives diesel opérationnelles.
À partir de 2017, la ligne ferroviaire Haaksbergen – Boekelo sera coupée par la Twenteroute rénovée. La route nationale passe sous la voie ferrée. Le 21 février 2017, le Museum Buurtspoorweg (MBS) existait depuis exactement 50 ans. Cet anniversaire a été célébré par diverses manifestations. Depuis le 1er février 2020, Gemma Boon est la première directrice du Museum Buurtspoorweg.

## Les circulations
Le train touristique circule tous les week-ends entre les mois d'avril et octobre en autorail et en train à vapeur.

## Les collections
Au "MBS" se trouvent :
- 7 locomotives à vapeur, dont 4 en service.
- 11 locomotives diesel, dont x en service.
- 1 autorail (en service).
- X types de voitures à voyageurs, dont x en service.

Les listes suivantesne sont pas exhaustives et devront être complétées ou actualisées au fil du temps (dernière actualisation en novembre 2024) :

### Locomotives à vapeur
| Numéro MBS | Matricule (noms)        | Constructeur et date                                                            | Numéro d'usine | État actuel                                         | Origine et informations techniques | Photo |
| ---------- | ----------------------- | ------------------------------------------------------------------------------- | -------------- | --------------------------------------------------- | --- | ----- |
| Loc 2      | Zuid Chemie/t Veulentje | Cockerill (Belgique), 1926                                                      | no 3098        | Opérationnelle                                      | - Locomotive à vapeur (020T - locomotive-tender) de type chaudière verticale. Elle à reçue une nouvelle chaudière en 2009 et repeinte en livrée verte. - Acquise en 1969. - 4,8 m, 19,9 t, vitesse maximum : 30 km/h. - Timbre chaudière : 00 kg/cm². - Capacité de la soute à charbon : 0 t. - Capacité de la soute à eau : 0 000 L (0,0 m3). |       |
| Loc 3      | KPEV Hanovre 1702 / T3  | Union Giesserei Königsberg (en), 1896                                           | no 844         | Hors service (en attente d'une nouvelle chaudière). | - Locomotive à vapeur de type 030T (locomotive-tender) d'origine allemande. - Acquise en 1975. - 8,3 m, 32 t, vitesse maximum : 45 km/h. - Timbre chaudière : 00 kg/cm². - Capacité de la soute à charbon : 0 t. - Capacité de la soute à eau : 0 000 L (0,0 m3).                                                                              |       |
| Loc 4      | DHE 353                 | Hanomag (Allemagne), 1925                                                       | no 10431       | Hors service (en attente d'une nouvelle chaudière). | - Locomotive à vapeur de type 030T (locomotive-tender) d'origine allemande. - Acquise en 1968. - 8,7 m, 37,5 t, vitesse maximum : 60 km/h. - Timbre chaudière : 00 kg/cm². - Capacité de la soute à charbon : 0 t. - Capacité de la soute à eau : 0 000 L (0,0 m3).                                                                            |       |
| Loc 5      | ELNA no 152             | Henschel & Sohn (Kassel - Allemagne), 1927                                      | no 20818       | Opérationnelle (depuis fin 2023).                   | - Locomotive à vapeur de type 130T (locomotive-tender) d'origine allemande. - Acquise en 1973. - 10 m, 54 t, vitesse maximum : 65 km/h. - Timbre chaudière : 12 kg/cm². - Capacité de la soute à charbon : 1,2 t. - Capacité de la soute à eau : 5 000 L (5 m3).                                                                               |       |
| Loc 6      | Magda                   | La Meuse (Liège - Belgique), 1925                                               | no 3176        | Opérationnelle                                      | - Locomotive à vapeur de type 020T (locomotive-tender) d'origine Belge. - Acquise en 1994. - 0 m, 22 t, vitesse maximum : 30 km/h. - Timbre chaudière : 00 kg/cm². - Capacité de la soute à charbon : 0 t. - Capacité de la soute à eau : 0 000 L (0,0 m3).                                                                                    |       |
| Loc 7      | Kikker (NS no 8107)     | Machinefabrik Breda, 1901                                                       | no 170         | Opérationnelle                                      | - Locomotive à vapeur de type 020T d'origine néerlandaise. - Acquise en 1968. - 7,4 m, 33 t, vitesse maximum : 45 km/h. - Timbre chaudière : 00 kg/cm². - Capacité de la soute à charbon : 0 t. - Capacité de la soute à eau : 0 000 L (0,0 m3).                                                                                               |       |
| Loc 8      | Navizence (no 7853)     | Schweizerische Lokomotiv- und Maschinenfabrik (SLM) (Winterthur - Suisse), 1910 | no 2079        | Opérationnelle                                      | - Locomotive à vapeur de type 030T d'origine Suisse dite "Tigerli" (Petit Tigre). - Acquise en 1996. - 8,7 m, 33 t, vitesse maximum : 45 km/h. - Timbre chaudière : 00 kg/cm². - Capacité de la soute à charbon : 0 t. - Capacité de la soute à eau : 0 000 L (0,0 m3).                                                                        |       |

### Locomotives diesel
| Numéro MBS | Nom | Constructeur et date | Numéro d'usine | État actuel | Informations techniques | Photo |
| ---------- | --- | -------------------- | -------------- | ----------- | ----------------------- | ----- |

### Autorail
| Numéro MBS | Nom                      | Constructeur et date     | Numéro d'usine | État actuel  | Informations techniques                 | Photo |
| ---------- | ------------------------ | ------------------------ | -------------- | ------------ | --------------------------------------- | ----- |
| Railbus 25 | TDK T1 - DHE148 - Wismar | Wismar (Allemagne), 1936 | no 20256       | Opérationnel | - 10m, 7,2 t, vitesse maximum : 56km/h. |       |

### Voitures à voyageurs & fourgons
| Numéro MBS | Nom              | Constructeur et date                                  | Numéro d'usine | État actuel                                 | Informations techniques                                                                           | Photo |
| ---------- | ---------------- | ----------------------------------------------------- | -------------- | ------------------------------------------- | ------------------------------------------------------------------------------------------------- | ----- |
| C46        | SNCB Voiture GCI | CCC (Haine-Saint-Pierre - Belgique), 1910             | no 95.703      | Opérationnelle                              | - Voiture à voyageurs d'origine Belges de 3ème classe. - 15 m, 21,2 t, vitesse maximum : 80 km/h. |       |
| C47        | SNCB Voiture GCI | Ateliers du Roeulx (Belgique), 1909                   | no 96.704      | Opérationnelle                              | - Voiture à voyageurs d'origine Belges de 3ème classe. - 15 m, 21,2 t, vitesse maximum : 80 km/h. |       |
| C48        | SNCB Voiture GCI | Usines Ragheno (Malines - Belgique), 1905             | no 96.819      | Opérationnelle                              | - Voiture à voyageurs d'origine Belges de 3ème classe. - 15 m, 21,2 t, vitesse maximum : 80 km/h. |       |
| C49        | SNCB Voiture GCI | SA des Forges et Ateliers de Seneffe (Belgique), 1908 | no 91.854      | Opérationnelle                              | - Voiture à voyageurs d'origine Belges de 3ème classe. - 15 m, 21,2 t, vitesse maximum : 80 km/h. |       |
| D58        | SNCB Voiture GCI | Ateliers Germain (Belgique), 1921                     | no 98.789      | Hors service (sert de wagon d'entreposage). | - Fourgon à bagages d'origine Belges. - 12,5 m, 19,5 t, vitesse maximum : 80 km/h.                |       |

### Wagons de marchandises
| Numéro MBS | Nom | Constructeur et date | Photo | État et informations techniques |
| ---------- | --- | -------------------- | ----- | ------------------------------- |

### Engins divers
| Numéro MBS | Nom | Constructeur et date | Photo | État et informations techniques |
| ---------- | --- | -------------------- | ----- | ------------------------------- |

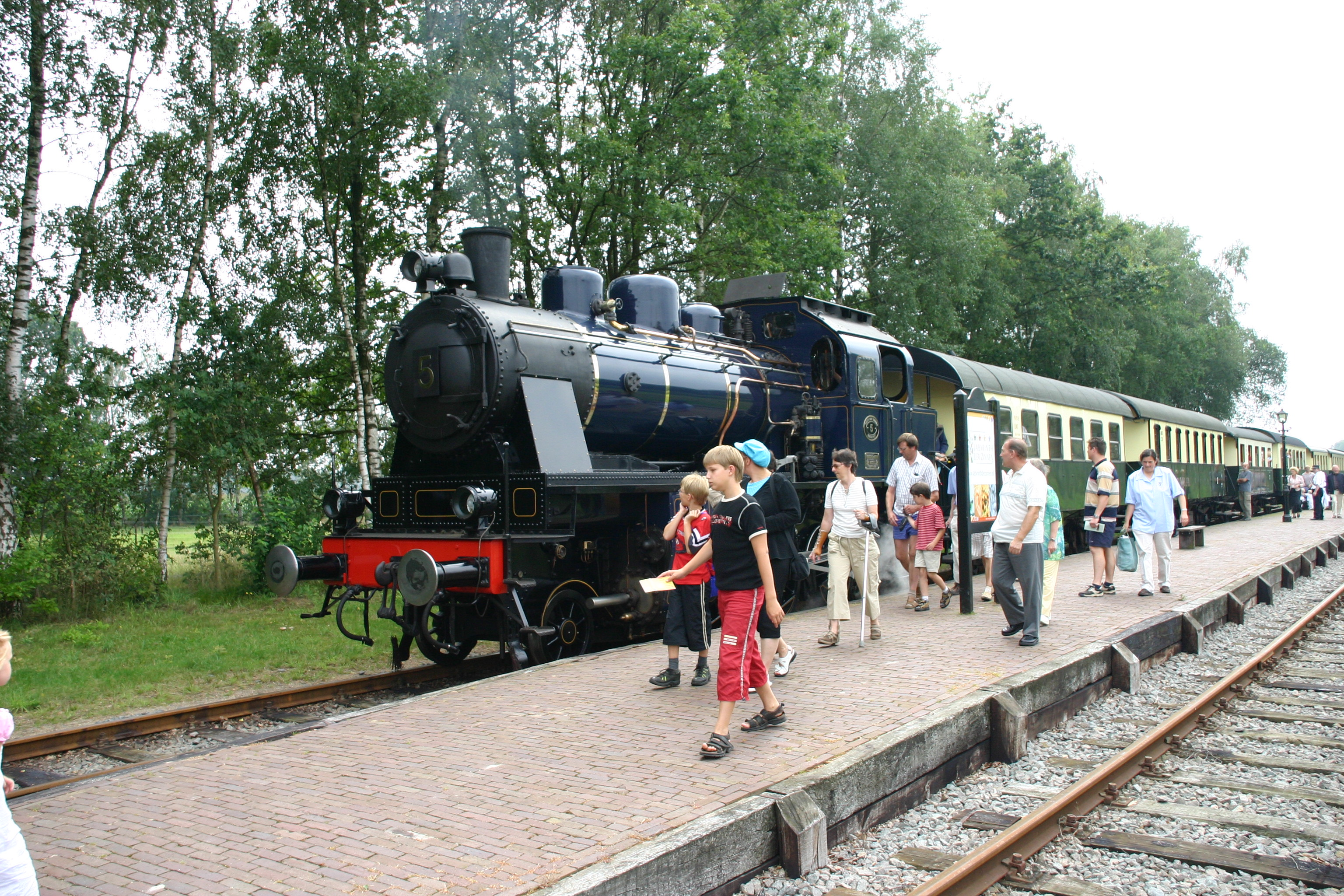
L'arrêt de Zoutindustrie.
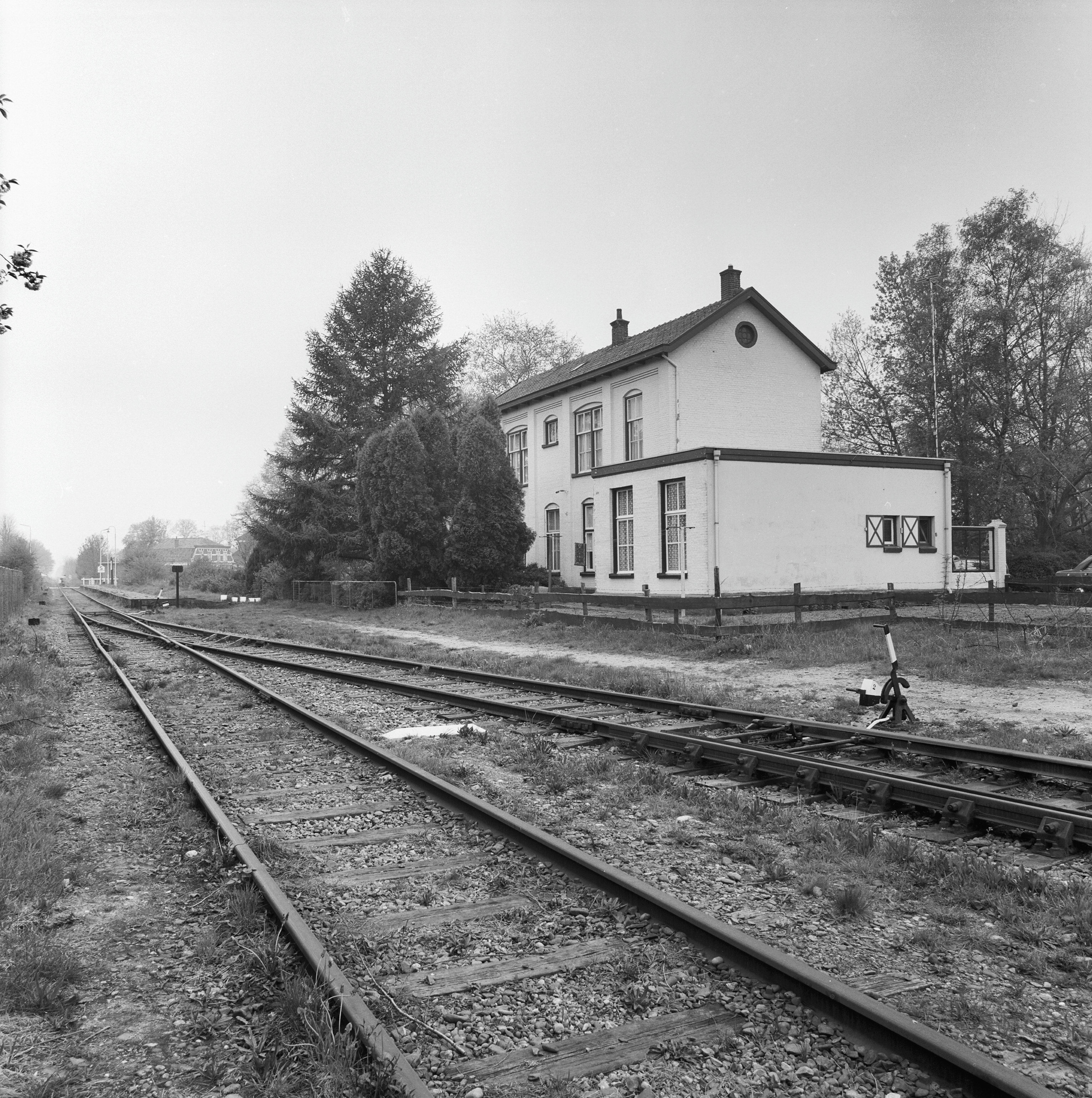
La gare de Boekelo en 1985.
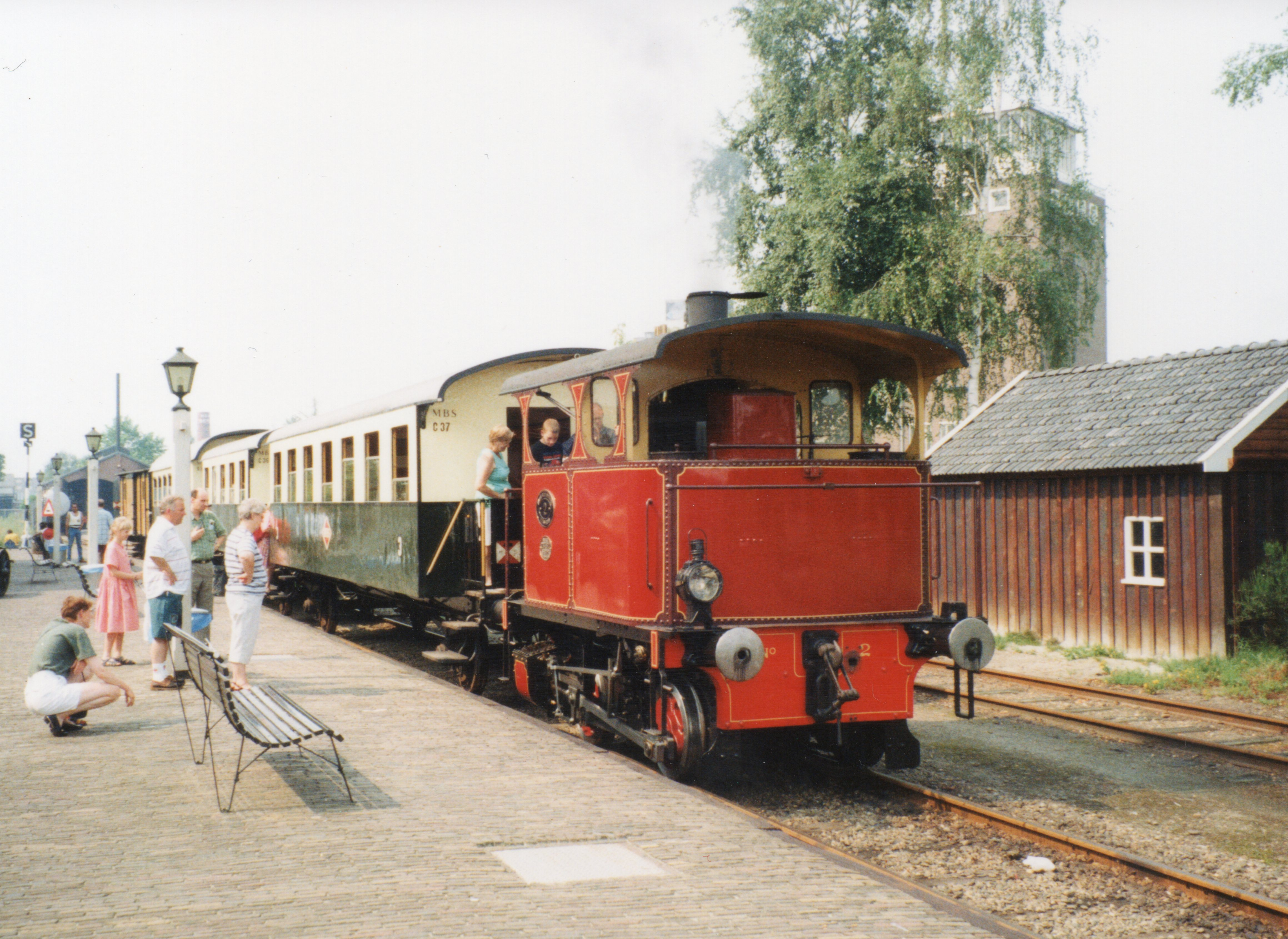
Locomotive à vapeur Cockerill n°2 (chaudière verticale), toujours dans ça version rouge antérieure en 1998.
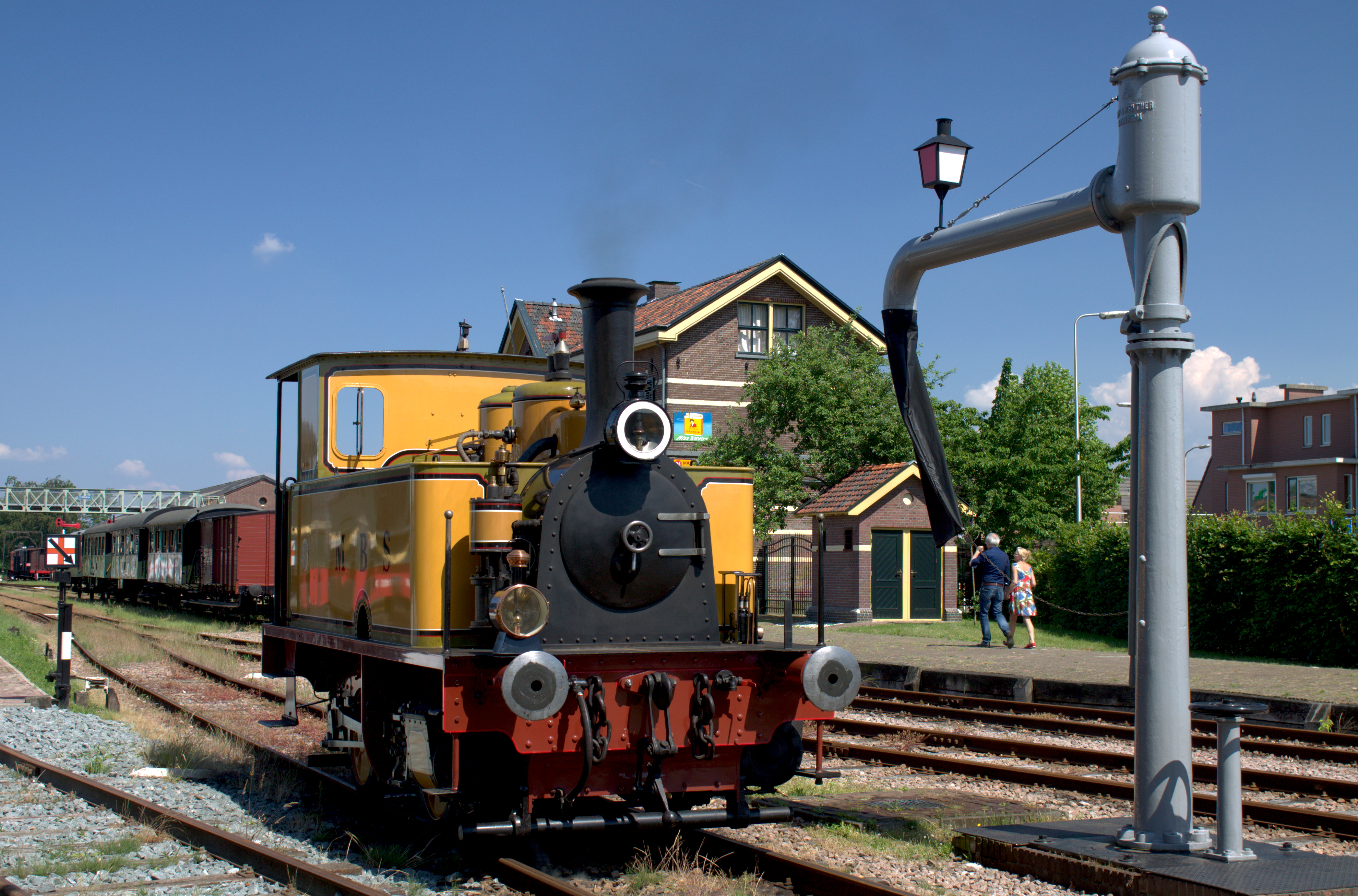
Locomotive à vapeur n°6 dite "Magda" à la grue à eau à Haaksbergen en 2016.
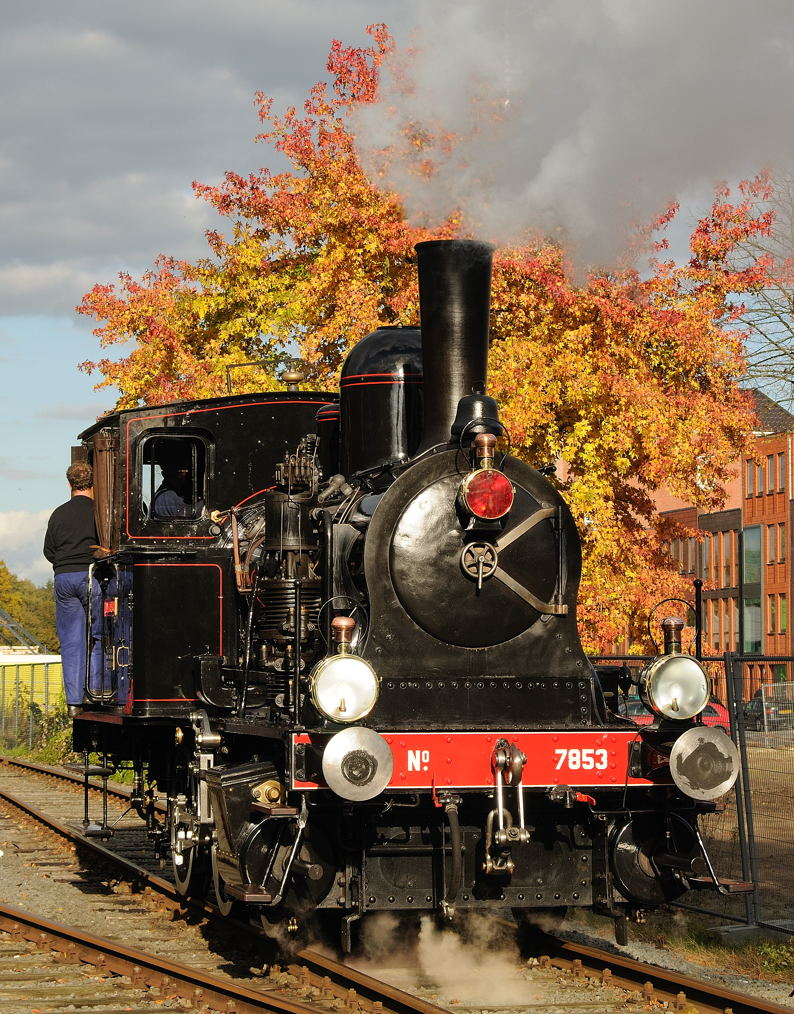
La Locomotive à vapeur n°8 dite "Navizence" (n°7853) à Boekelo en 2009.